# Юліямпіль
Юлія́мпіль — село в Україні, у Шпиківській селищній громаді Тульчинського району Вінницької області.

## Історія
7 (20) листопада 1917 року, відповідно до Третього Універсалу Української Центральної Ради, увійшло до складу Української Народної Республіки.
12 червня 2020 року, відповідно до Розпорядження Кабінету Міністрів України від  № 707-р «Про визначення адміністративних центрів та затвердження територій територіальних громад Вінницької області», увійшло до складу Шпиківської селищної територіальної громади.
19 липня 2020 року, в результаті адміністративно-територіальної реформи та ліквідації Шаргородського району, село увійшло до складу новоутвореного Тульчинського району.

## Населення
Населення становить 204 особи.

### Мова
Розподіл населення за рідною мовою за даними :
| Мова       | Кількість | Відсоток |
| ---------- | --------- | -------- |
| українська | 201       | 98.53%   |
| російська  | 2         | 0.98%    |
| румунська  | 1         | 0.49%    |
| Усього     | 204       | 100%     |

## Географія
Село розташоване на північному заході Тульчинського району.
Два ставки, ліс, поля.

## Транспорт
На окраїні села знаходиться зупинний пункт Шпиків на електрифікованій залізниці напрямку Жмеринка-Вапнярка-Одеса. Там зупиняються приміські електропоїзди сполученням Вапнярка-Жмеринка.
Сусідні станції — Ярошенка, Жмеринка.
Сусідні вузлові станції — Жмеринка, Вапнярка.
На ст. Вапнярка можна здійснити посадку на електропоїзди до Котовська, Одеси, а також Христинівки (через Ладижин, Зятківці), пасажирські поїзди до ст. Одеса, Умань, Черкаси.
На ст. Жмеринка можна пересісти на приміські електропоїзди до
- Козятина (Гнівань, Вінниця, Калинівка), Києва,
- Підволочиська (Сербинівці, Дубки, Радівці, Комарівці, Деражня, Богданівці, Хмельницький, Гречани, Волочиськ)
- Могилева-Подільського (Бар, Митки, Котюжани, Вендичани)

Електропоїзди на шляху прямування від Жмеринки до Жуківців проходять такі станції та зупинки: Садова. На шляху від Жуківців до Вапнярки — Будьки, Митланівка, Ярошенка, Краснівка, Бушинка, Рахни, Шпиків, Юрківка, Шура, Журавлівка.
Вартість проїзду
- до Жмеринки 4,5 грн.,
- до Хмельницького 10,00 грн. (км),
- до Вінниці 6,55 грн. (км),
- до Вапнярки 8,00 грн. (км).

Також можна здійснювати посадку на пасажирські поїзди на ст. Рахни, Ярошенка, Жмеринка, Вапнярка.
На ст. Рахни також зупиняється регіональний поїзд сполученням Київ-Рахни.